# 菲济地区

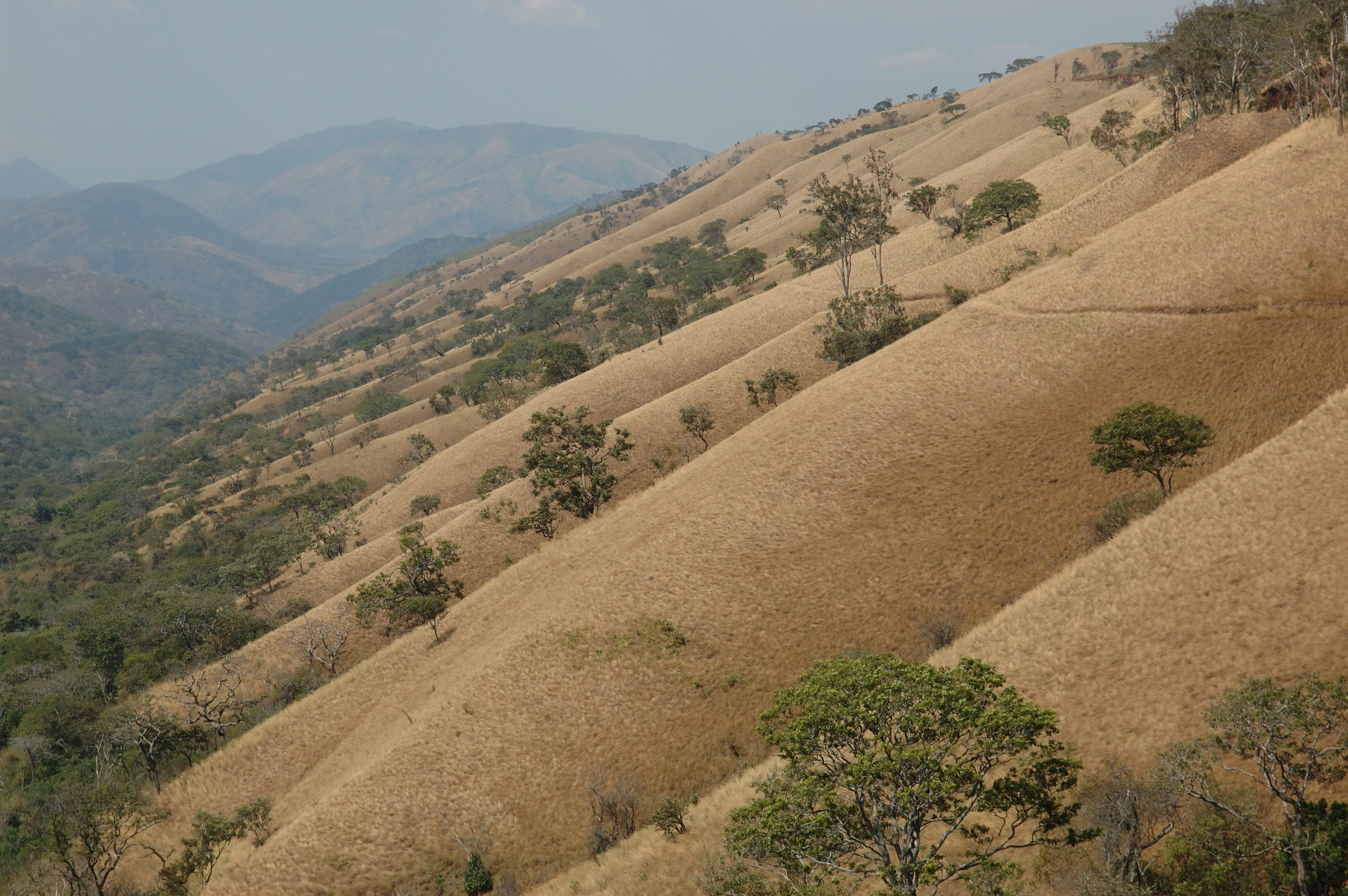
菲济

菲济（法語：Fizi）是刚果民主共和国南基伍省南部的一个地区（行政区），北接乌维拉地区、姆温加地区和沙本达地区等南基伍省辖区，东临坦噶尼喀湖和坦桑尼亚，南界坦噶尼喀省，西邻马涅马省。该地区主要通行的语言是本贝语和斯瓦希里语。